# Harry Lampert
Harry Lampert (Nova Iorque, 3 de novembro de 1916 – Boca Raton, 13 de novembro de 2004) foi um autor norte-americano de banda desenhada, sendo o responsável pela co-criação do super-herói da DC Comics Flash.
No entanto, a sua arte foi considerada demasiado infantil e viria a ser substituído após o número 2 de Flash por Everett Hibbard.
Lampert teve uma extensa carreira, quer com a publicação de cartoons humorísticos em publicações como a Time, Esquire e The New York Times, quer no mundo publicitário, tendo ganhou um Leão de Ouro em Cannes.
Faleceu em 13 de novembro de 2004, aos 88 anos, na cidade de Boca Raton, na Flórida.